# Towarzystwo Sportowe Polonia Bytom

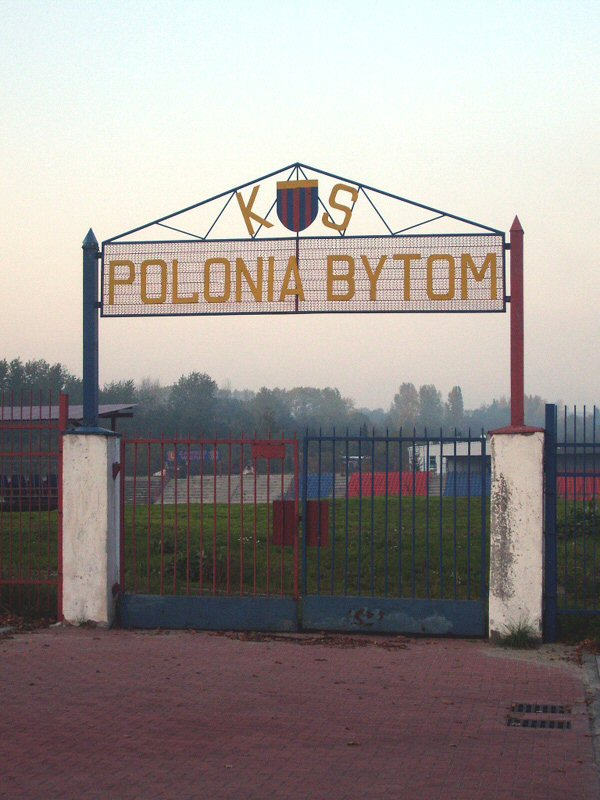
Brama stadionu Polonii Bytom w 2008 roku

Polonia Bytom – wielosekcyjny polski klub sportowy założony w 1920 roku w Bytomiu.

## Informacje ogólne
- Pełna nazwa: Bytomski Sport Polonia Bytom Sp. z o. o.
- Data założenia: 1920
- Barwy: niebiesko-czerwone
- Adres: Bytomski Sport Polonia Bytom Sp. z o. o. – ul. Kolejowa 2a, 41-902 Bytom

## Sekcje prowadzone przez BS Polonię Bytom
- sekcja piłki nożnej mężczyzn

- sekcja hokeja na lodzie mężczyzn

- sekcja hokeja na lodzie kobiet

- sekcja koszykówki

## Pozostałe sekcje
- sekcja tenisa stołowego

- sekcja piłki wodnej:

## Sekcje obecnie niedziałające
- boks
- kolarstwo
- lekkoatletyka
- narciarstwo
- palant
- piłka ręczna
- pływanie
- podnoszenie ciężarów
- rugby
- siatkówka
- szachy
- tenis ziemny
- wyścigi motorowe
- zapasy
- żużel